# Acord per a la conservació de petits cetacis del mar Bàltic, Atlàntic nord-est, mar d'Irlanda i mar del Nord
L'Acord per a la conservació de petits cetacis del mar Bàltic, Atlàntic nord-est, mar d'Irlanda i mar del Nord (ASCOBANS segons la sigla en anglès) és un acord regional per a la protecció dels petits cetacis. Fou conclòs sota els auspicis de la Convenció sobre les Espècies Migratòries del Programa de les Nacions Unides per al Medi Ambient (PNUMA-UNEP), també coneguda com a Convenció de Bonn, el setembre del 1991 i entrà en vigor el març del 1994. L'acord inicial només cobria el mar del nod i el mar bàltic. El febrer del 2008 entrà en vigor una extensió de l'acord fins al golf de Cadis. L'acord cobreix totes les espècies d'odontocets dins el seu àmbit geogràfic tret del catxalot.
Com que els cetacis sòn un ordre migratori per definició un segon acord va estendre la protecció des del juny 2001 sobre la conservació dels cetacis del mar Negre, el mar Mediterrani i la zona atlàntica contiguacial, que coïncideix parcialment amb la zona d'aquest acord.

## Principals espècies protegides
- Marsopa comuna (Phocoena phocoena)
- Dofí mular o corçana (Tursiops truncatus)
- Dofí comú de musell curt (Delphinus delphis)
- Dofí de musell blanc (Lagenorhynchus albirostris)
- Dofí de flancs blancs de l'Atlàntic (Lagenorhynchus acutus)
- Dofí ratllat (Stenella coeruleoalba)
- Cap d'olla gris (Grampus griseus)
- Orca (Orcinus orca)
- Cap d'olla negre d'aleta llarga (Globicephala melas)
- Zífid cap d'olla boreal (Hyperoodon ampullatus)
- i tots els Zífids (Ziphiidae).[2]